# 말레이시아 연방도 제284호선
말레이시아 연방도 제284호선(Malaysia Federal Route 284)은 부킷카유리탐에서 부킷탕가까지 서로 이어주는 연방도이다. 기점에서는 아시안 하이웨이 2호선()의 일부로 운영되고 있는 도로로 알려진 남북대도 북단과 만나게 되며 종점인 부킷탕가에서는 말레이시아 연방도 제277호선과 바로 접촉한다.